# Fredrik Sinclair (1751–1816)
Fredrik Sinclair, född 1 november 1751 i Slaka församling, Östergötlands län, död 14 januari 1816 i Slaka församling, Östergötlands län, var en svensk kammarherre och militär.

## Biografi
Fredrik Sinclair föddes 1751 i Slaka socken. Han var son till greve Fredrik Carl Sinclair och Sofia Johanna Reuter af Skälboö. Sinclair blev 11 december 1762 student vid Uppsala universitet och blev 18 september 1763 korpral vid Östgöta kavalleriregemente. Han blev 18 augusti 1766 livdrabant och 18 november 1767 kornett vid Östgöta kavalleriregemente. 1770 började han i fransk tjänst och blev 17 juni 1770 förste kapten vid Régiment Royal-Allemand cavalerie och 16 april 1771 vid Schombergs dragonregemente. Sinclair flyttade i december 1773 tillbaka till Sverige och blev 26 juni 1775 löjtnant vid Östgöta kavalleriregemente. Han blev 22 oktober 1776 ryttmästare vid adelsfaneregemente och 22 oktober 1776 kammarherre hos änkedrottningen Lovisa Ulrika. Blev 17 december 1777 ryttmästare vid Smålands kavalleriregemente och 17 december 1782 major vid nämnda regemente. Han slutade vid armen 20 september 1786. Sinclair avled 1816 på Lambohov i Slaka socken.

### Familj
Sinclair gifte sig 22 december 1789 i Linköping med sin fränka Brita Magdalena Fock (1760–1836), dotter av ryttmästaren Arvid Adam Fock och friherrinnan Ebba Charlotta Leijonhielm. De fick tillsammans barnen kammarherren Fredrik Sinclair (1791–1835) och kammarherren Carl Malkolm Sinclair (1802–1828). Sinclair och Fock skiljdes 24 maj 1802 och hon gifte om sig med översten Gottlieb David Carl Leijonhielm.